# Coppa UEFA 1994-1995
La Coppa UEFA 1994-1995 è stata la 24ª edizione della terza competizione continentale. Venne vinta dal Parma nella doppia finale tutta italiana contro la Juventus.

## Formula
Al computo del ranking UEFA del 1993, la confederazione continentale decise di liquidare la dotazione delle non più esistenti Jugoslavia e Germania Est, riformando definitivamente la tradizionale lista d'accesso fra le trenta federazioni storiche, col Galles al posto della spesso assente Albania e la Cecoslovacchia spacchettata fra Repubblica Ceca e Slovacchia, distribuendo alla nona e alla decima nazione i due posti avanzati. A conti fatti, ne beneficiò l'Inghilterra.
Più ampiamente però, si decise di allargare l'organico generale della coppa per vari motivi. La serrata della Coppa dei Campioni portò ventidue campioni nazionali, quasi la metà del totale, a venire iscritti d'ufficio alla Coppa UEFA. A quattro nuove nazioni, che avevano superato almeno un turno delle due competizioni maggiori, venne riconosciuto uno specifico posto nella terza: i paesi in oggetto erano l'Ucraina e la Slovenia, anche in virtù degli accordi provvisori dell'anno precedente, più Israele e le Far Oer.
L'Inter partecipò poi anch'essa al torneo, pur non avendo raggiunto in campionato una posizione sufficiente a qualificarla, grazie a una wild card concessa dall'UEFA in quanto squadra detentrice del trofeo. Partecipò anche l'Olympique Marsiglia, nonostante la retrocessione a tavolino in Division 2 al termine della precedente stagione sportiva. Venne dunque introdotto un turno preliminare, cui erano soggette le squadre più deboli.
In quest'edizione la Juventus decise eccezionalmente di disputare le gare interne di semifinale, contro il Borussia Dortmund, e finale, contro il Parma, non a Torino bensì allo stadio Giuseppe Meazza di Milano.
La prima modifica alla griglia d'accesso del 1980 portata a 90 squadre fu:
- Nazioni 1-3: 4 club
- Nazioni 4-8: 3 club
- Nazioni 9-21: 2 club
- Nazioni 22-24: 1 club
- Nazioni 25-36: 2 club
- No Liechtenstein
- Nazioni 38-47 : 1 club

## Risultati

### Turno preliminare
| Squadra 1           | Totale | Squadra 2                | Andata | Ritorno     |
| ------------------- | ------ | ------------------------ | ------ | ----------- |
| Anorthōsis          | 4 - 1  | Shumen                   | 2 - 0  | 2 - 1       |
| Aris FC             | 5 - 2  | Hapoel Beer Sheva        | 3 - 1  | 2 - 1       |
| Bangor City         | 1 - 4  | Íþróttabandalag Akraness | 1 - 2  | 0 - 2       |
| Kispesti Honvéd FC  | 5 - 1  | Zimbru Chisinau          | 4 - 1  | 1 - 0       |
| CS Grevenmacher     | 1 - 8  | Rosenborg                | 1 - 2  | 0 - 6       |
| Aarau               | 2 - 0  | NK Mura Murska Sobota    | 1 - 0  | 1 - 0       |
| Dinamo Minsk        | 6 - 5  | Hibernians FC            | 3 - 1  | 3 - 4 (dts) |
| Dinamo Tbilisi      | 4 - 1  | Universitatea Craiova    | 2 - 0  | 2 - 1       |
| FC Copenaghen       | 4 - 1  | FC Jazz                  | 0 - 1  | 4 - 0       |
| Fenerbahçe          | 7 - 0  | Turan                    | 5 - 0  | 2 - 0       |
| FH                  | 2 - 3  | Linfield F.C.            | 1 - 0  | 1 - 3       |
| FK Inter Bratislava | 1 - 3  | MyPa                     | 0 - 3  | 1 - 0       |
| FK Vardar           | 1 - 2  | Bekescsabai Elore SSC    | 1 - 1  | 0 - 1       |
| GI Gota             | 2 - 4  | Trelleborgs FF           | 0 - 1  | 2 - 3       |
| Górnik Zabrze       | 8 - 0  | Shamrock Rovers F.C.     | 7 - 0  | 1 - 0       |
| Teuta               | 3 - 8  | Apollōn Limassol         | 1 - 4  | 2 - 4       |
| Lillestrom S.K.     | 4 - 3  | Šachtar                  | 4 - 1  | 0 - 2       |
| Motherwell          | 7 - 1  | HB Tórshavn              | 3 - 0  | 4 - 1       |
| Odense BK           | 6 - 0  | Flora Tallinn            | 3 - 0  | 3 - 0       |
| Olimpia Lubiana     | 5 - 3  | Levski Sofia             | 3 - 2  | 2 - 1       |
| CSKA Sofia          | 3 - 0  | Ararat                   | 3 - 0  | 0 - 0       |
| Portadown FC        | 0 - 5  | Slovan Bratislava        | 0 - 2  | 0 - 3       |
| ROMAR Mažeikiai     | 0 - 4  | AIK                      | 0 - 2  | 0 - 2       |
| Slavia Praga        | 6 - 0  | Cork City                | 2 - 0  | 4 - 0       |
| Skonto Riga         | 1 - 1  | Aberdeen                 | 0 - 0  | 1 - 1       |
| Inter Cardiff       | 0 - 8  | GKS Katowice             | 0 - 2  | 0 - 6       |
| Valletta FC         | 3 - 7  | Rapid Bucarest           | 2 - 6  | 1 - 1       |

### Trentaduesimi di finale
| Squadra 1            | Totale          | Squadra 2                  | Andata       | Ritorno     |
| -------------------- | --------------- | -------------------------- | ------------ | ----------- |
| AIK                  | 2 - 2           | Slavia Praga               | 0 - 0        | 2 - 2       |
| Anorthōsis           | 2 - 3           | Athletic Club              | 2 - 0        | 0 - 3       |
| Apollōn Limassol     | 4 - 5           | Sion                       | 1 - 3        | 3 - 2 (dts) |
| Cannes               | 9 - 1           | Fenerbahçe                 | 4 - 0        | 5 - 1       |
| Bayer Leverkusen     | 5 - 4           | PSV                        | 5 - 4        | 0 - 0       |
| Blackburn            | 2 - 3           | Trelleborgs FF             | 0 - 1        | 2 - 2       |
| Boavista             | 3 - 2           | MyPa                       | 2 - 1        | 1 - 1       |
| Borussia Dortmund    | 3 - 0           | Motherwell                 | 1 - 0        | 2 - 0       |
| Aarau                | 0 - 1           | CS Maritimo                | 0 - 0        | 0 - 1       |
| Dinamo Minsk         | 1 - 4           | S.S. Lazio                 | 0 - 0        | 1 - 4       |
| Dinamo Tbilisi       | 2 - 5           | FC Tirol Innsbruck         | 1 - 0        | 1 - 5       |
| Bordeaux             | 5 - 1           | Lillestrom SK              | 3 - 1        | 2 - 0       |
| Tekstil'ščik Kamyšin | 6 - 2           | Bekescsabai Elore SSC      | 6 - 1        | 0 - 1       |
| Twente               | 4 - 5           | Kispesti Honvéd FC         | 1 - 4        | 3 - 1       |
| GKS Katowice         | 1 - 1 (4-3 dtr) | Aris FC                    | 1 - 0        | 0 - 1       |
| ÍA Akraness          | 1 - 8           | Kaiserslautern             | 1 - 4        | 0 - 4       |
| Inter                | 1 - 1 (3-5 dtr) | Aston Villa                | 1 - 0        | 0 - 1       |
| Linfield F.C.        | 1 - 6           | Odense BK                  | 1 - 1        | 0 - 5       |
| Napoli               | 3 - 0           | Skonto Riga                | 2 - 0        | 1 - 0       |
| Olimpia Lubiana      | 1 - 3           | Eintracht Francoforte      | 1 - 1        | 0 - 2       |
| Olympiakos           | 1 - 5           | Olympique Marsiglia        | 1 - 2        | 0 - 3       |
| CSKA Sofia           | 1 - 8           | Juventus                   | 0 - 3 (tav.) | 1 - 5       |
| Anversa              | 2 - 10          | Newcastle United           | 0 - 5        | 2 - 5       |
| Seraing              | 4 - 4           | Dinamo Mosca               | 3 - 4        | 1 - 0       |
| Rapid Bucarest       | 3 - 2           | R. Charleroi S.C.          | 2 - 0        | 1 - 2       |
| Real Madrid CF       | 2 - 2           | Sporting Clube de Portugal | 1 - 0        | 1 - 2       |
| Rosenborg            | 2 - 4           | Deportivo de La Coruña     | 1 - 0        | 1 - 4 (dts) |
| Rotor                | 3 - 5           | FC Nantes Atlantique       | 3 - 2        | 0 - 3       |
| SK Slovan Bratislava | 2 - 1           | FC Copenaghen              | 1 - 0        | 1 - 1       |
| Trabzonspor          | 5 - 4           | Dinamo Bucarest            | 2 - 1        | 3 - 3       |
| Admira/Wacker        | 6 - 3           | Górnik Zabrze              | 5 - 2        | 1 - 1       |
| Vitesse Arnhem       | 1 - 2           | Parma                      | 1 - 0        | 0 - 2       |

### Sedicesimi di finale
| Squadra 1            | Totale | Squadra 2              | Andata | Ritorno |
| -------------------- | ------ | ---------------------- | ------ | ------- |
| Kaiserslautern       | 1 - 1  | Odense BK              | 1 - 1  | 0 - 0   |
| AIK                  | 0 - 3  | Parma                  | 0 - 1  | 0 - 2   |
| Boavista             | 2 - 3  | S.S.C. Napoli          | 1 - 1  | 1 - 2   |
| Kispesti Honvéd FC   | 0 - 7  | Bayer Leverkusen       | 0 - 2  | 0 - 5   |
| Club Sport Marítimo  | 1 - 3  | Juventus               | 0 - 1  | 1 - 2   |
| Dinamo Mosca         | 2 - 6  | Real Madrid CF         | 2 - 2  | 0 - 4   |
| FC Nantes            | 4 - 1  | Tekstil'ščik Kamyšin   | 2 - 0  | 2 - 1   |
| Sion                 | 3 - 3  | Olympique Marsiglia    | 2 - 0  | 1 - 3   |
| FC Tirol Innsbruck   | 2 - 4  | Deportivo de La Coruña | 2 - 0  | 0 - 4   |
| GKS Katowice         | 2 - 1  | Bordeaux               | 1 - 0  | 1 - 1   |
| Newcastle United     | 3 - 3  | Athletic Club          | 3 - 2  | 0 - 1   |
| Rapid Bucarest       | 2 - 6  | Eintracht Francoforte  | 2 - 1  | 0 - 5   |
| SK Slovan Bratislava | 2 - 4  | Borussia Dortmund      | 2 - 1  | 0 - 3   |
| Trabzonspor          | 2 - 2  | Aston Villa            | 1 - 0  | 1 - 2   |
| Trelleborgs FF       | 0 - 1  | S.S. Lazio             | 0 - 0  | 0 - 1   |
| Admira/Wacker        | 5 - 3  | Cannes                 | 1 - 1  | 4 - 2   |

### Ottavi di finale
| Squadra 1             | Totale | Squadra 2         | Andata | Ritorno     |
| --------------------- | ------ | ----------------- | ------ | ----------- |
| Athletic Club         | 3 - 4  | Parma             | 1 - 0  | 2 - 4       |
| Deportivo La Coruna   | 2 - 3  | Borussia Dortmund | 1 - 0  | 1 - 3 (dts) |
| Eintracht Francoforte | 2 - 0  | Napoli            | 1 - 0  | 1 - 0       |
| Nantes                | 6 - 2  | Sion              | 4 - 0  | 2 - 2       |
| Katowice              | 1 - 8  | Bayer Leverkusen  | 1 - 4  | 0 - 4       |
| Odense                | 4 - 3  | Real Madrid       | 2 - 3  | 2 - 0       |
| Trabzonspor           | 2 - 4  | Lazio             | 1 - 2  | 1 - 2       |
| Admira Wacker         | 2 - 5  | Juventus          | 1 - 3  | 1 - 2       |

### Quarti di finale
| Squadra 1             | Totale | Squadra 2         | Andata | Ritorno |
| --------------------- | ------ | ----------------- | ------ | ------- |
| Bayer Leverkusen      | 5 - 1  | Nantes            | 5 - 1  | 0 - 0   |
| Eintracht Francoforte | 1 - 4  | Juventus          | 1 - 1  | 0 - 3   |
| Parma                 | 1 - 0  | Odense            | 1 - 0  | 0 - 0   |
| Lazio                 | 1 - 2  | Borussia Dortmund | 1 - 0  | 0 - 2   |

### Semifinali
| Squadra 1        | Totale | Squadra 2         | Andata | Ritorno |
| ---------------- | ------ | ----------------- | ------ | ------- |
| Bayer Leverkusen | 1 - 5  | Parma             | 1 - 2  | 0 - 3   |
| Juventus         | 4 - 3  | Borussia Dortmund | 2 - 2  | 2 - 1   |

### Finale
| Squadra 1 | Totale | Squadra 2 | Andata | Ritorno |
| --------- | ------ | --------- | ------ | ------- |
| Parma     | 2 - 1  | Juventus  | 1 - 0  | 1 - 1   |

#### Andata
| Arbitro: | Antonio López Nieto |

|              |           |  |
| D. Baggio 5’ | Marcatori |  |

| Parma | Juventus |

| Parma         |    |                     |     |     |
|               |    |                     |     |     |
| P             | 1  | Luca Bucci          |     |     |
| D             | 2  | Antonio Benarrivo   |     | 8’  |
| D             | 3  | Alberto Di Chiara   |     |     |
| D             | 4  | Lorenzo Minotti (C) |     |     |
| D             | 5  | Luigi Apolloni      | 16’ |     |
| D             | 6  | Fernando Couto      |     |     |
| C             | 7  | Gabriele Pin        | 42’ |     |
| C             | 8  | Dino Baggio         |     |     |
| C             | 9  | Néstor Sensini      | 60’ |     |
| A             | 10 | Gianfranco Zola     | 54’ | 89’ |
| A             | 11 | Faustino Asprilla   |     |     |
| Sostituzioni: |    |                     |     |     |
| D             | 15 | Roberto Mussi       |     | 8’  |
| C             | 16 | Stefano Fiore       |     | 89’ |
| Allenatore:   |    |                     |     |     |
| Nevio Scala   |    |                     |     |     |

| Juventus       |    |                       |     |     |
|                |    |                       |     |     |
|                |    |                       |     |     |
| P              | 1  | Michelangelo Rampulla |     |     |
| D              | 2  | Luca Fusi             |     | 72’ |
| D              | 3  | Robert Jarni          |     |     |
| D              | 4  | Alessio Tacchinardi   | 82’ |     |
| D              | 5  | Massimo Carrera       |     | 46’ |
| C              | 6  | Paulo Sousa           |     |     |
| C              | 7  | Angelo Di Livio       |     |     |
| C              | 8  | Didier Deschamps      | 61’ |     |
| A              | 9  | Gianluca Vialli       |     |     |
| A              | 10 | Roberto Baggio (C)    |     |     |
| A              | 11 | Fabrizio Ravanelli    |     |     |
| Sostituzioni:  |    |                       |     |     |
| C              | 14 | Giancarlo Marocchi    |     | 46’ |
| A              | 15 | Alessandro Del Piero  |     | 72’ |
| Allenatore:    |    |                       |     |     |
| Marcello Lippi |    |                       |     |     |

#### Ritorno
| Arbitro: | Frans van den Wijngaert |

|            |           |               |
| Vialli 35’ | Marcatori | 53’ D. Baggio |

| Juventus | Parma |

| Juventus       |    |                      |     |     |
|                |    |                      |     |     |
|                |    |                      |     |     |
| P              | 1  | Angelo Peruzzi       |     |     |
| D              | 2  | Ciro Ferrara         | 63’ |     |
| D              | 3  | Robert Jarni         |     |     |
| D              | 4  | Moreno Torricelli    |     |     |
| D              | 5  | Sergio Porrini       |     |     |
| C              | 6  | Paulo Sousa          |     |     |
| C              | 7  | Angelo Di Livio      |     | 81’ |
| C              | 8  | Giancarlo Marocchi   |     | 74’ |
| A              | 9  | Gianluca Vialli      | 43’ |     |
| A              | 10 | Roberto Baggio (C)   |     |     |
| A              | 11 | Fabrizio Ravanelli   | 16’ |     |
| Sostituzioni:  |    |                      |     |     |
| D              | 14 | Massimo Carrera      |     | 81’ |
| A              | 16 | Alessandro Del Piero |     | 74’ |
| Allenatore:    |    |                      |     |     |
| Marcello Lippi |    |                      |     |     |

| Parma         |    |                     |     |     |
|               |    |                     |     |     |
|               |    |                     |     |     |
| P             | 1  | Luca Bucci          |     |     |
| D             | 2  | Antonio Benarrivo   |     | 46’ |
| D             | 3  | Alberto Di Chiara   |     | 80’ |
| D             | 4  | Lorenzo Minotti (C) | 29’ |     |
| D             | 5  | Massimo Susic       |     |     |
| D             | 6  | Fernando Couto      | 2’  |     |
| C             | 7  | Stefano Fiore       |     |     |
| C             | 8  | Dino Baggio         |     |     |
| C             | 9  | Massimo Crippa      | 47’ |     |
| A             | 10 | Gianfranco Zola     |     |     |
| A             | 11 | Faustino Asprilla   | 72’ |     |
| Sostituzioni: |    |                     |     |     |
| D             | 13 | Marcello Castellini | 86’ | 80’ |
| D             | 15 | Roberto Mussi       |     | 46’ |
| Allenatore:   |    |                     |     |     |
| Nevio Scala   |    |                     |     |     |

## Classifica marcatori
| Gol |  |  | Giocatore          | Squadra               |
| --- |  |  | ------------------ | --------------------- |
| 10  |  |  | Ulf Kirsten        | Bayer Leverkusen      |
| 9   |  |  | Fabrizio Ravanelli | Juventus              |
| 8   |  |  | Nicolas Ouédec     | Nantes                |
| 6   |  |  | Karl-Heinz Riedle  | Borussia Dortmund     |
| 5   |  |  | Orhan Kaynak       | Trabzonspor           |
|     |  |  | Dino Baggio        | Parma                 |
|     |  |  | Gianfranco Zola    | Parma                 |
| 4   |  |  | Andy Cole          | Newcastle Utd         |
|     |  |  | Roberto Baggio     | Juventus              |
|     |  |  | Marcus Marin       | Sion                  |
|     |  |  | Bebeto             | Deportivo La Coruña   |
|     |  |  | Rob Lee            | Newcastle Utd         |
|     |  |  | Andreas Möller     | Borussia Dortmund     |
|     |  |  | Paulo Sérgio       | Bayer Leverkusen      |
|     |  |  | Jan Furtok         | Eintracht Francoforte |